# Jervand Kotjarmuseet
Jervand Kotjarmuseet (armeniska: Երվանդ Քոչարի թանգարան: Jervand Kotjari tangaran) är ett personmuseum i Armeniens huvudstad Jerevan över målaren och skulptören Jervand Kotjar (1899–1979). Det öppnades 1984 och ligger vid Masjtotsavenyn i distriktet Kentron.

## Bildgalleri

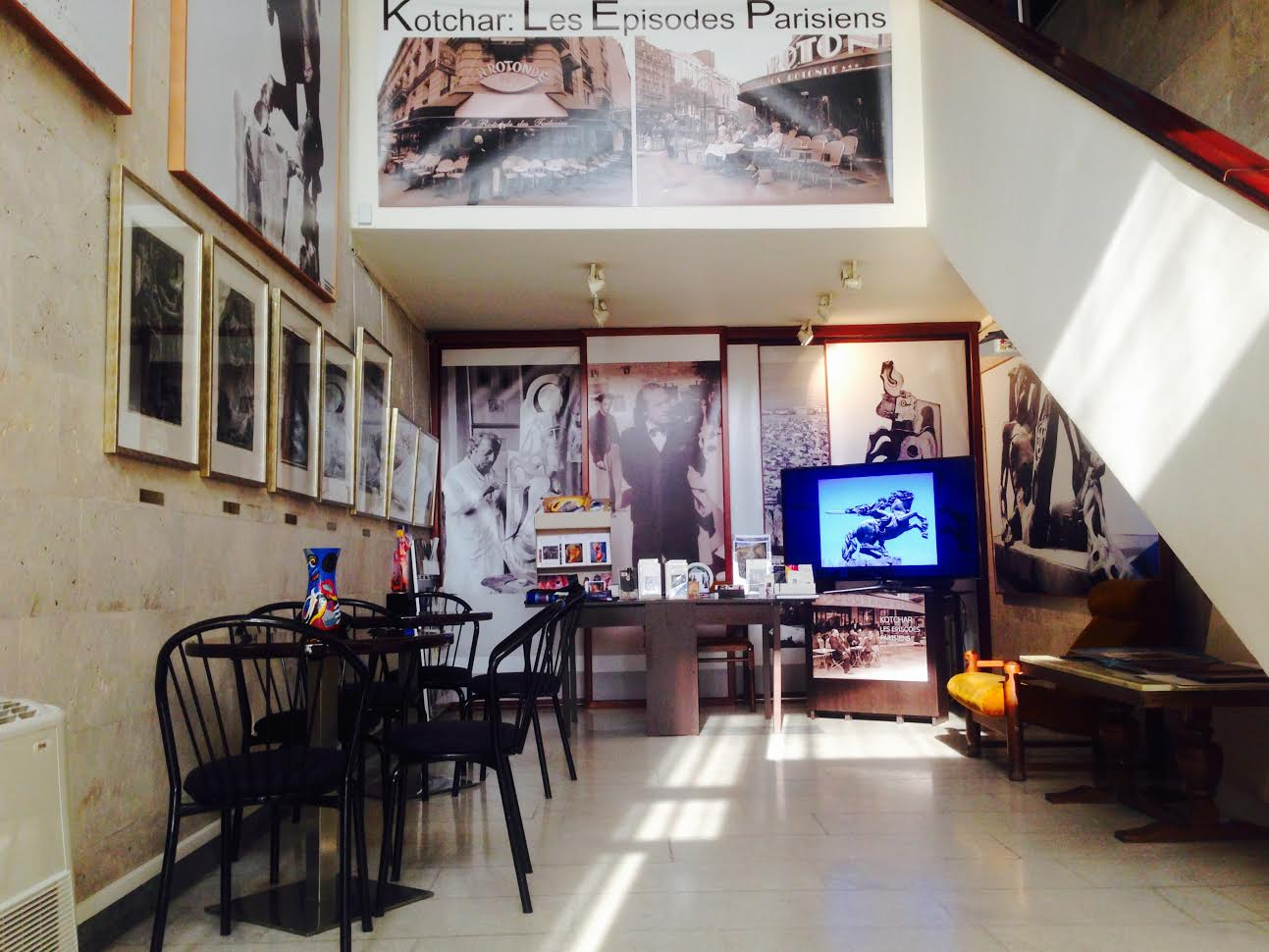
Jervand Kotjarmuseet
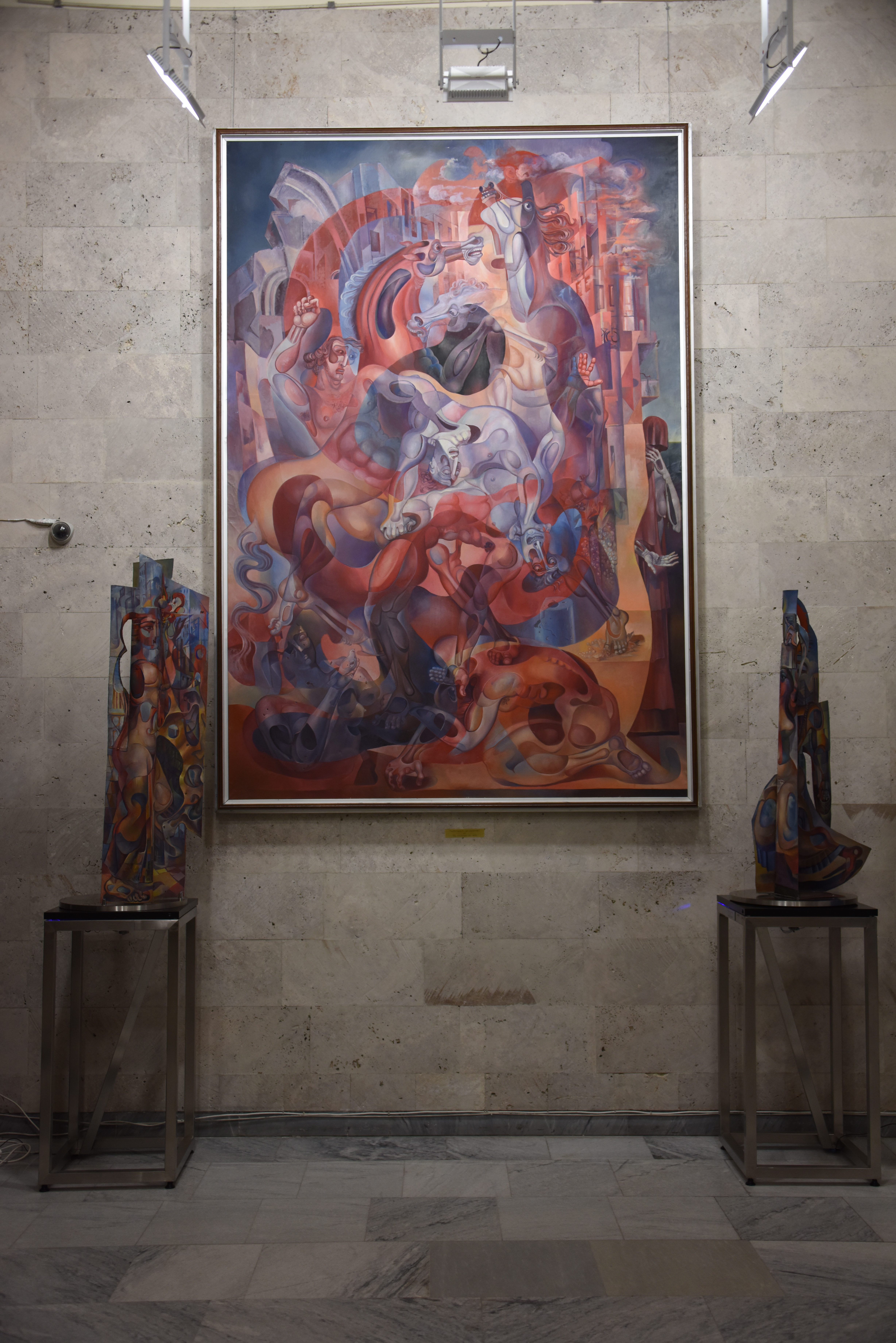
Målning